# Winchester 1200 Defender
Die Winchester 1200 Defender ist eine Vorderschaftrepetierflinte des amerikanischen Waffenherstellers Winchester.

## Funktion

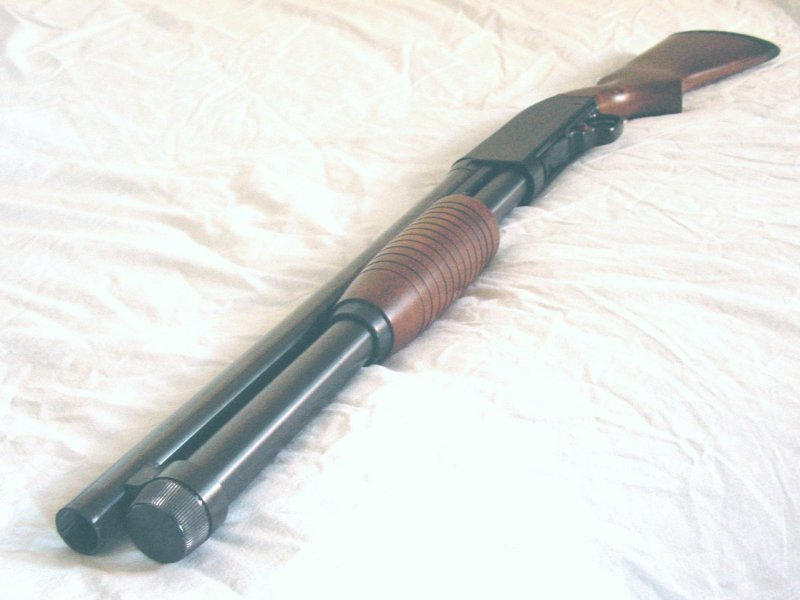
Winchester 1200 Defender

Die Winchester 1200 Defender ist eine Repetierflinte, der Schütze muss nach jedem Schuss durch Zurückziehen des beweglichen Vorderschafts eine neue Patrone aus dem Röhrenmagazin unter dem Lauf nachladen. Die leere Patronenhülse wird dabei nach rechts ausgeworfen. Die Waffe kann mit unterschiedlichen Munitionsarten (z. B. Schrot verschiedener Körnungen, Flintenlaufgeschossen etc., sowie verschiedener Munition zur Unruhenbekämpfung) geladen werden. Auch gemischte Magazinfüllungen sind möglich, durch Leerrepetieren wird dann eine nicht gewünschte Patrone ausgeworfen.

## Geschichte
1964 wurde die 1200 Defender als sogenannte „Verteidigungsflinte“ eingeführt.
Gebaut wurde die Waffe bis 1978, als sie vom Nachfolgemodell 1300 Defender abgelöst wurde.

## Verwendungsgebiete
Die hohe Magazinkapazität von 7 Schuss der Patronen 12/76 Magnum oder 8 Schuss der Patronen 12/70 machten die Winchester 1200 Defender auch als Behördenmodell interessant, zumal sie, ähnlich wie die Mossberg 500, etwas kostengünstiger und durch weniger massive Bauart des Verschlusses etwas leichter war als das Mitbewerber-Modell Remington 870. So kam die 1200 Defender unter anderem bei vielen Sheriff Departments und einigen S.W.A.T. Teams der USA zum Einsatz. Ebenso beliebt war das Modell bei Farmern, Jägern und anderen Privatbesitzern, nicht zuletzt wegen des traditionsreichen Namens der Firma Winchester und ihres Marketings.
Als Verteidigungswaffe ist die 1200 Defender, neben Waffen gleicher oder ähnlicher Bauart, im Besonderen für Einzelpersonen (z. B. einzeln operierende Deputies) gegenüber mehreren potentiellen Störern (Angreifern), neben den automatischen Varianten, bestens geeignet. Die hohe Feuerkraft ergibt sich aus der hohen Magazinkapazität und der Möglichkeit im feuerbereiten Zustand nachzuladen. Bei Verwendung von Postenschrot (Schrote bzw. Geschosse mit einem Durchmesser von mehr als 4 mm) übertrifft die Kampfstärke jede konventionelle Kurzwaffe. Weiterhin werden Repetierflinten dieser Art gerne von Einsatzteams verwendet, wobei der erste des Teams meist eine Repetierflinte als „Türöffner“ verwendet und der letzte eine zur rückwärtigen Sicherung des Teams.

## Ausstattung
Die 1200 Defender verfügt in der Grundausstattung über einen Buchenholzschaft (Schulterstütze und Vorderschaft) mit ventilierter Gummischaftkappe zur Reduzierung des nicht unerheblichen Rückstoßes.
Als Zubehör gab es einen längeren Lauf (24") mit Laufschiene (zur Montage einer jagdlichen Visierung), was das Modell auch für Jäger interessant machte, und verschiedene Magazin-Endkappen zur Montage von Trageriemen oder der Montage von Lampen oder Laser-Zieleinrichtungen. Des Weiteren waren Pistolengriffe, Vorderschäfte oder ganze Schaftkombinationen für unterschiedliche Einsatzgebiete erhältlich. Selbst Brückenmontagen mit Weaver-Profil zur Montage von optischen oder optoelektronischen Zieleinrichtungen standen zur Verfügung.

## Galerie

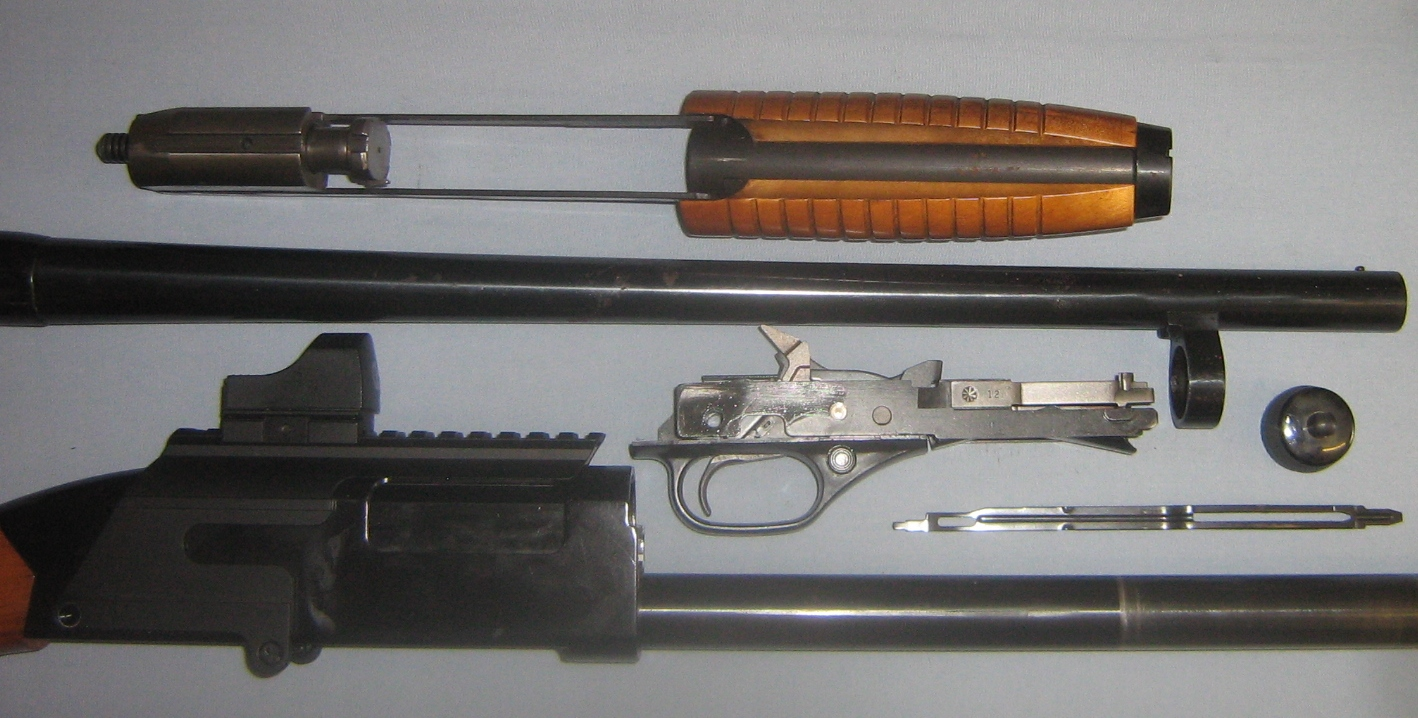
Teilzerlegte Winchester Model 1300
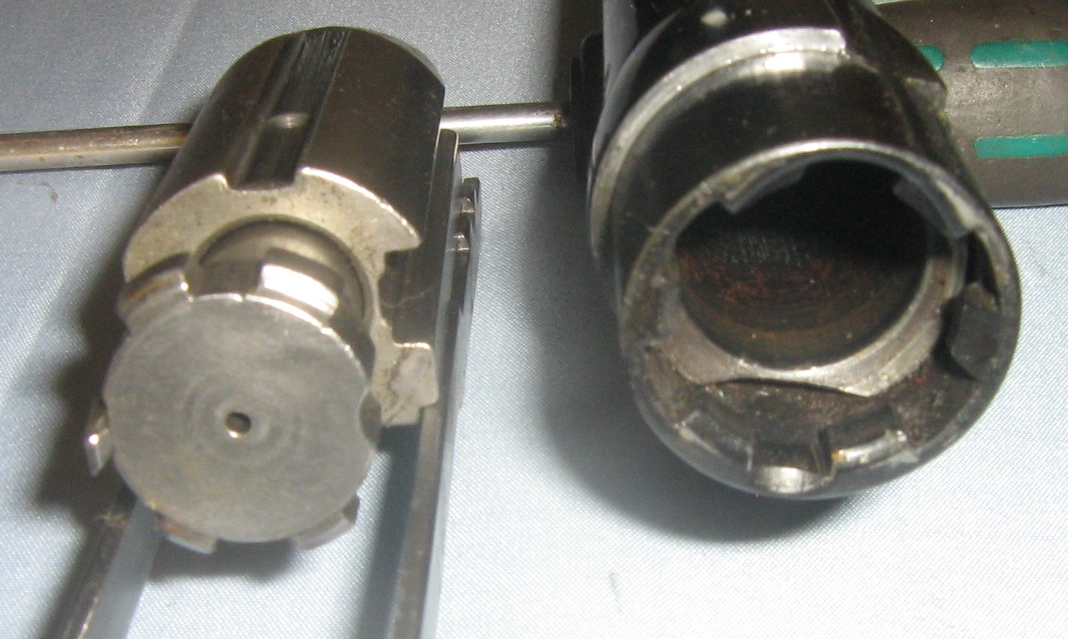
Drehkopfverschluss einer Winchester Model 1300
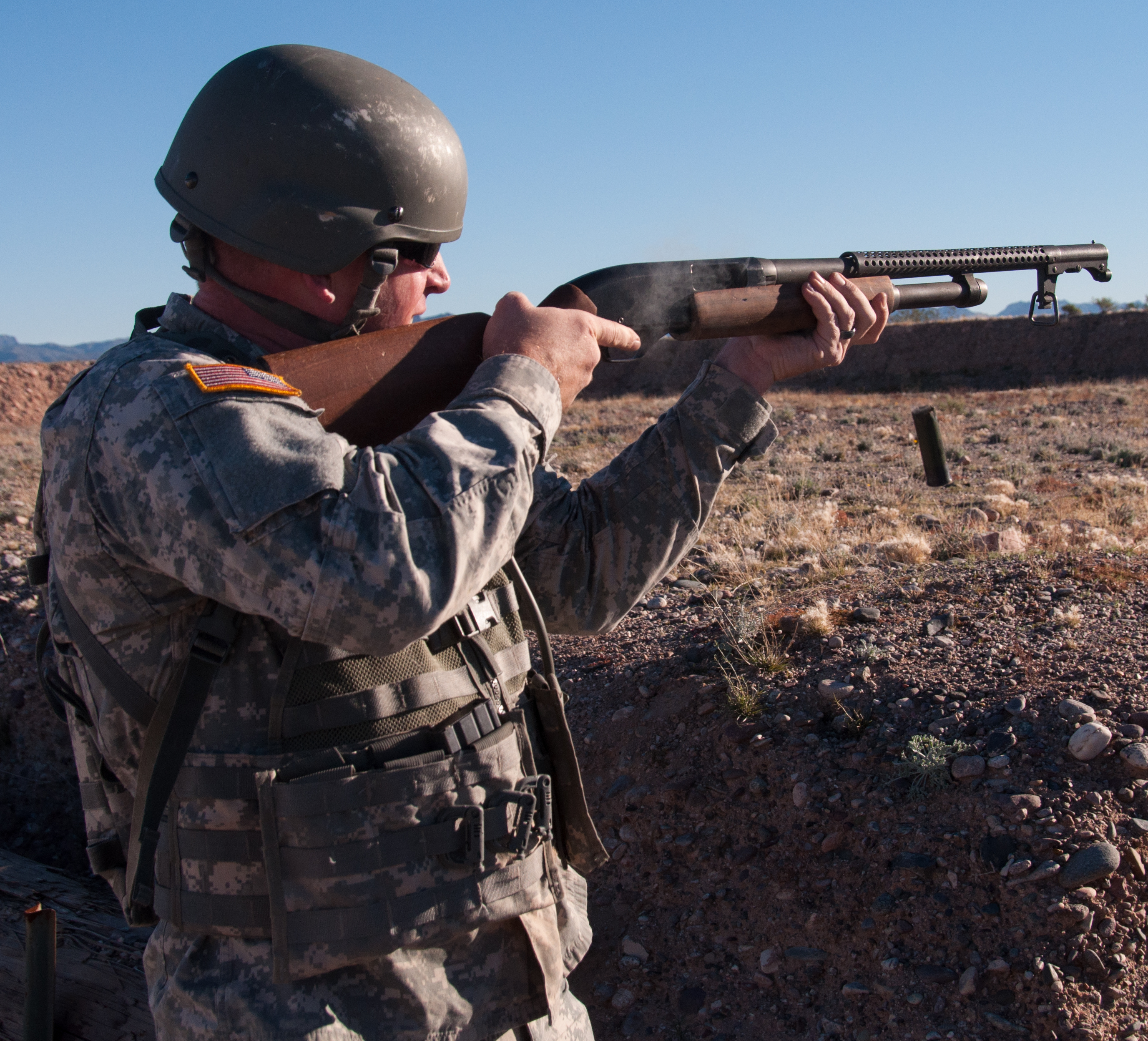
US-Soldat mit Winchester 1200